# 兵庫県立丹波医療センター
兵庫県立丹波医療センター（ひょうごけんりつたんばいりょうセンター、英語: Hyogo Prefectural Tamba Medical Center、略称: Hyogo TMC）は、兵庫県丹波市にある公立の医療機関。
「兵庫県立柏原病院」と「柏原赤十字病院」が統合・移転した県立病院である。 また、「丹波市健康センター ミルネ」と「丹波市立看護専門学校」も併設されている。

## 概要
丹波医療圏の中核病院として、急性期から回復期および終末期までの幅広い医療を提供し、“ミルネ”と協力して「地域医療に関わる医療人の育成・教育拠点」として機能させることを目的に設立された。
27の診療科を有し、急性期204床、地域包括ケア45床、回復期リハビリテーション45床、緩和ケア22床、感染症4床の320床を持つ。さらに、人工透析を15床、クリーンルームを2室新設する。救急は初療室3室と診察室3室があり、屋上にヘリポートを設置。施設、設備の充実とともに重症患者の受け入れを積極的に行う。なお、災害発生時における兵庫県災害拠点病院にも指定されている。
行動指針を「世界標準の最良で安全な医療を提供していくこと」とし、“医学教育で勝負する病院”を目指すとしている。
また、隣接する丹波市健康センター“ミルネ”は、総合診療外来だけではなく在宅医療と健康増進にも携わり、当医療センターと一体的に機能させることで、これまでは実現できなかった広範な医療と健康・福祉・介護の連携による「オンリーワンの地域医療」のモデル構築を目指すとしている。

## 基本理念
- 地域医療の中核病院として良質で安全な医療を提供し、地域住⺠の健康に貢献する[3]。

## 基本方針
（下記の出典）
- 世界標準の医療を提供する。
- 急性期から回復期、終末期までの幅広い医療を提供する。
- 救急と災害医療の拠点病院として医療を提供する。
- 多職種が協働して、信頼される患者中心の医療を提供する。
- 地域の医療機関や丹波市健康センターと連携し、最良の地域医療システムを構築する。
- 教え学びを病院の文化とし、地域医療に貢献できる医療人を育成する。

## 沿革
- 2019年（令和元年）
  - 7月1日 - 兵庫県立柏原病院と柏原赤十字病院が統合・移転し開院。初代院長は秋田穂束[注釈 1][8]。
- 2021年（令和３年）
  - 3月31日 - 前身の兵庫県立柏原病院から8年間の院長職を務めた秋田穂束が退任し[9]、同年4月より名誉院長となる[10]。
  - 4月1日 - 二代院長に西崎朗[注釈 2]が就任[11]。
- 2022年（令和４年）
  - 4月1日 - 回復期リハビリテーション病床（45床）の運用開始。320床がフルオープン[12]。

## 歴史
- 公立病院と日本赤十字社の病院との統合は、全国初の試みとして注目された[13][14]。

## 診療科等
（下記の出典）

### 診療科
【 計27科 】
- 内科
- 消化器内科
- 循環器内科
- 呼吸器内科
- 腎臓内科
- 脳神経内科
- 血液内科
- 糖尿病・内分泌内科
- 緩和ケア内科
- 小児科
- 放射線科
- 外科
- 消化器外科
- 乳腺外科
- 整形外科
- リハビリテーション科
- リウマチ科
- 脳神経外科
- 産婦人科
- 眼科
- 耳鼻咽喉科
- 泌尿器科
- 皮膚科
- 麻酔科
- 病理診断科
- 救急科
- 歯科口腔外科

### 部門
- 看護部
- 看護部（臨床工学技士）
- 薬剤部
- リハビリテーション部
- 検査部
- 放射線部
- 栄養管理部
- 緩和ケア病棟

### センター
- 血液浄化センター
- 人工関節センター
- 地域医療連携センター
- がん相談支援センター
- 地域医療教育センター

### 医療チーム
- 緩和ケアチーム
- 感染対策チーム（ICT）[注釈 3]
- 褥瘡対策チーム
- 栄養サポートチーム
- 認知症ケアチーム
- ストーマ外来
- 糖尿病外来（糖尿病療養指導士）
- フットケア外来
- アドバンス助産師の助産支援
- DMAT（災害派遣医療チーム）[注釈 4]
- ICLS（救命処置医療チーム）[注釈 5]

## 医療機関の指定・認定
| 【 保険医療機関、公費負担医療機関及びその他の医療機関の種類 】 | 【 保険医療機関、公費負担医療機関及びその他の医療機関の種類 】                 |
| -------------------------------------------------------------- | ------------------------------------------------------------------------------ |
| 保険医療機関                                                   | へき地医療拠点病院                                                             |
| 労災保険指定医療機関                                           | 臨床研修病院                                                                   |
| 指定自立支援医療機関（精神通院医療）                           | がん診療連携拠点病院（国指定）                                                 |
| 生活保護法指定医療機関                                         | 指定養育医療機関                                                               |
| 指定小児慢性特定疾病医療機関                                   | 難病の患者に対する医療等に関する法律（平成26年法律第50号）に基づく指定医療機関 |
| 在宅療養後方支援病院                                           | DPC対象病院                                                                    |
| 原子爆弾被害者一般疾病医療機関                                 | 特定感染症指定医療機関、第一種感染症指定医療機関又は第二種感染症指定医療機関   |
| 公害医療機関                                                   | 母体保護法指定医の配置されている医療機関                                       |
| 地域医療支援病院                                               | 災害拠点病院                                                                   |
| 出典：最終更新日 2023/01/17                                    |                                                                                |

- 救急告示病院[27]
- 兵庫DMAT指定病院[28]
- 日本医学教育学会・機関会員[29]
- 感染症学会認定研修施設（日本感染症学会）[30]
- 病院総合診療専門医研修認定施設（日本病院総合診療医学会）[31]
- 循環器研修施設（日本循環器学会）[32]
- 研修教育施設（日本血液学会）[33]
- 消化器病学会認定施設（日本消化器病学会）[34]
- 専門医制度指定修練施設（認定施設）（日本消化器外科学会）[35]
- 消化器内視鏡学会・指導施設（日本消化器内視鏡学会）[36]
- 肝臓専門医制度・関連施設（日本肝臓学会）[37]
- 認定指導医制度・指導施設（日本胆道学会）[38]
- 腎臓学会認定教育施設（日本腎臓学会）[39]
- 泌尿器科専門医教育施設（日本泌尿器科学会）[40]
- 日本がん治療認定医機構・認定研修施設[41]
- 放射線科専門医修練機関（日本医学放射線学会）[42]
- 専門医研修施設（日本超音波医学会）[43]
- 専門医制度認定准研修施設（日本口腔外科学会）[44]
- 地域周産期病院[45]
- 母体・胎児認定施設（日本周産期・新生児医学会）[46]

## 認定専門医・専門看護師人数
| 【 認定専門医 】            | 【 認定専門医 】 | 【 認定専門医 】                   | 【 認定専門医 】   | 【 認定専門医 】 | 【 認定専門医 】                       |
| 認定医・専門医名等          | 人数             | 学会名(厚生労働大臣届出団体)       | 認定医・専門医名等 | 人数             | 学会名(厚生労働大臣届出団体)           |
| --------------------------- | ---------------- | ---------------------------------- | ------------------ | ---------------- | -------------------------------------- |
| 整形外科専門医              | 2人              | 公益社団法人日本整形外科学会       | 麻酔科専門医       | 1人              | 公益社団法人日本麻酔科学会             |
| 消化器内視鏡専門医          | 4人              | 一般社団法人日本消化器内視鏡学会   | 眼科専門医         | 1人              | 公益財団法人日本眼科学会               |
| 産婦人科専門医              | 4人              | 公益社団法人日本産科婦人科学会     | 神経内科専門医     | 1人              | 一般社団法人日本神経学会               |
| 泌尿器科専門医              | 2人              | 一般社団法人日本泌尿器科学会       | 臨床遺伝専門医     | 1人              | 一般社団法人日本人類遺伝学会           |
| 病理専門医                  | 1人              | 一般社団法人日本病理学会           | 総合内科専門医     | 10人             | 一般社団法人日本内科学会               |
| 外科専門医                  | 3人              | 一般社団法人日本外科学会           | 気管支鏡専門医     | 1人              | 特定非営利活動法人日本呼吸器内視鏡学会 |
| アレルギー専門医            | 1人              | 一般社団法人日本アレルギー学会     | 肝臓専門医         | 1人              | 一般社団法人日本肝臓学会               |
| 救急科専門医                | 1人              | 一般社団法人日本救急医学会         | 血液専門医         | 1人              | 一般社団法人日本血液学会               |
| 循環器専門医                | 2人              | 一般社団法人日本循環器学会         | 呼吸器専門医       | 1人              | 一般社団法人日本呼吸器学会             |
| 消化器病専門医              | 6人              | 一般財団法人日本消化器病学会       | 腎臓専門医         | 1人              | 一般社団法人日本腎臓学会               |
| がん薬物療法専門医          | 1人              | 特定非営利活動法人日本臨床腫瘍学会 | 小児科専門医       | 4人              | 公益社団法人日本小児科学会             |
| 口腔外科専門医              | 1人              | 公益社団法人日本口腔外科学会       | 消化器外科専門医   | 3人              | 一般社団法人日本消化器外科学会         |
| 超音波専門医                | 1人              | 一般社団法人日本超音波医学会       | 細胞診専門医       | 1人              | 公益社団法人日本臨床細胞学会           |
| 脳神経外科専門医            | 2人              | 一般社団法人日本脳神経外科学会     |                    |                  |                                        |
| 出典：最終更新日 2023/01/17 |                  |                                    |                    |                  |                                        |

| 【 専門看護師 】            | 【 専門看護師 】 | 【 専門看護師 】             | 【 専門看護師 】         | 【 専門看護師 】 | 【 専門看護師 】             |
| 専門看護師名等              | 人数             | 学会名(厚生労働大臣届出団体) | 専門看護師名等           | 人数             | 学会名(厚生労働大臣届出団体) |
| --------------------------- | ---------------- | ---------------------------- | ------------------------ | ---------------- | ---------------------------- |
| がん化学療法看護認定看護師  | 1人              | 公益社団法人日本看護協会     | がん性疼痛看護認定看護師 | 1人              | 公益社団法人日本看護協会     |
| 感染管理認定看護師          | 1人              | 公益社団法人日本看護協会     | 認知症看護認定看護師     | 1人              | 公益社団法人日本看護協会     |
| 手術看護認定看護師          | 1人              | 公益社団法人日本看護協会     |                          |                  |                              |
| 出典：最終更新日 2023/01/17 |                  |                              |                          |                  |                              |

## 交通アクセス
- 【鉄道】JR西日本  福知山線
  - 「石生駅」下車、徒歩約20分。タクシーで約5分。
  - 「柏原駅(特急こうのとり停車駅)」下車、タクシーで約10分。
- 【路線バス】神姫バス（ウイング神姫）
  - 「石生駅西口バス停」より乗車、「丹波医療センターバス停」下車で約5分。
  - 「柏原駅バス停」より乗車、「丹波医療センターバス停」下車で約10分。
- 【自動車】
  - 「北近畿豊岡自動車道 氷上IC」より、車で南へ約5分。
  - 無料駐車場：200台

## ギャラリー

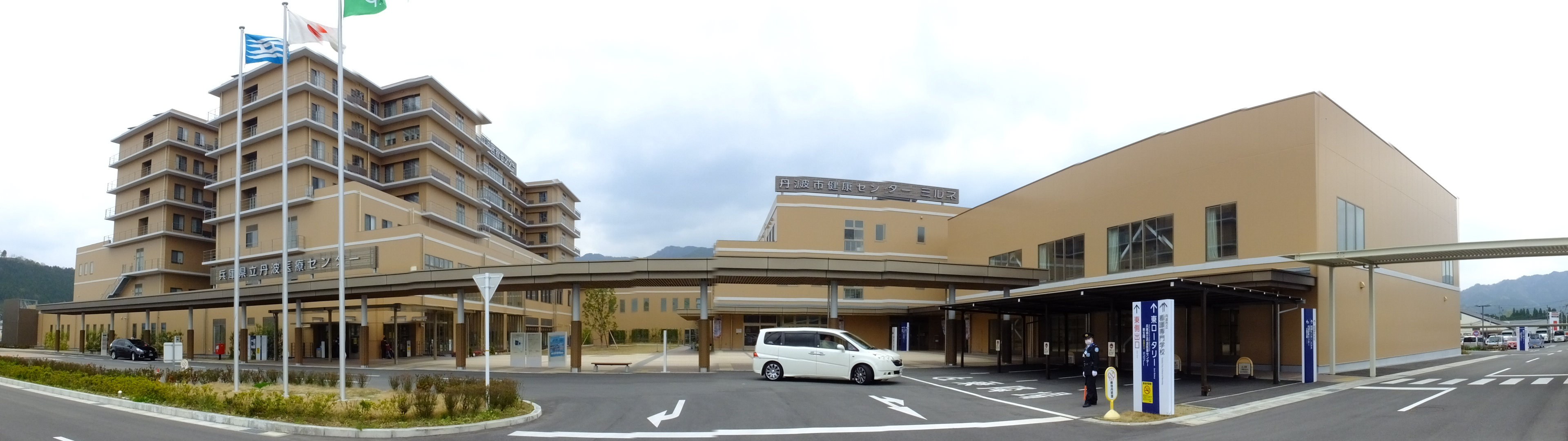
兵庫県立丹波医療センターと丹波市健康センター ミルネ

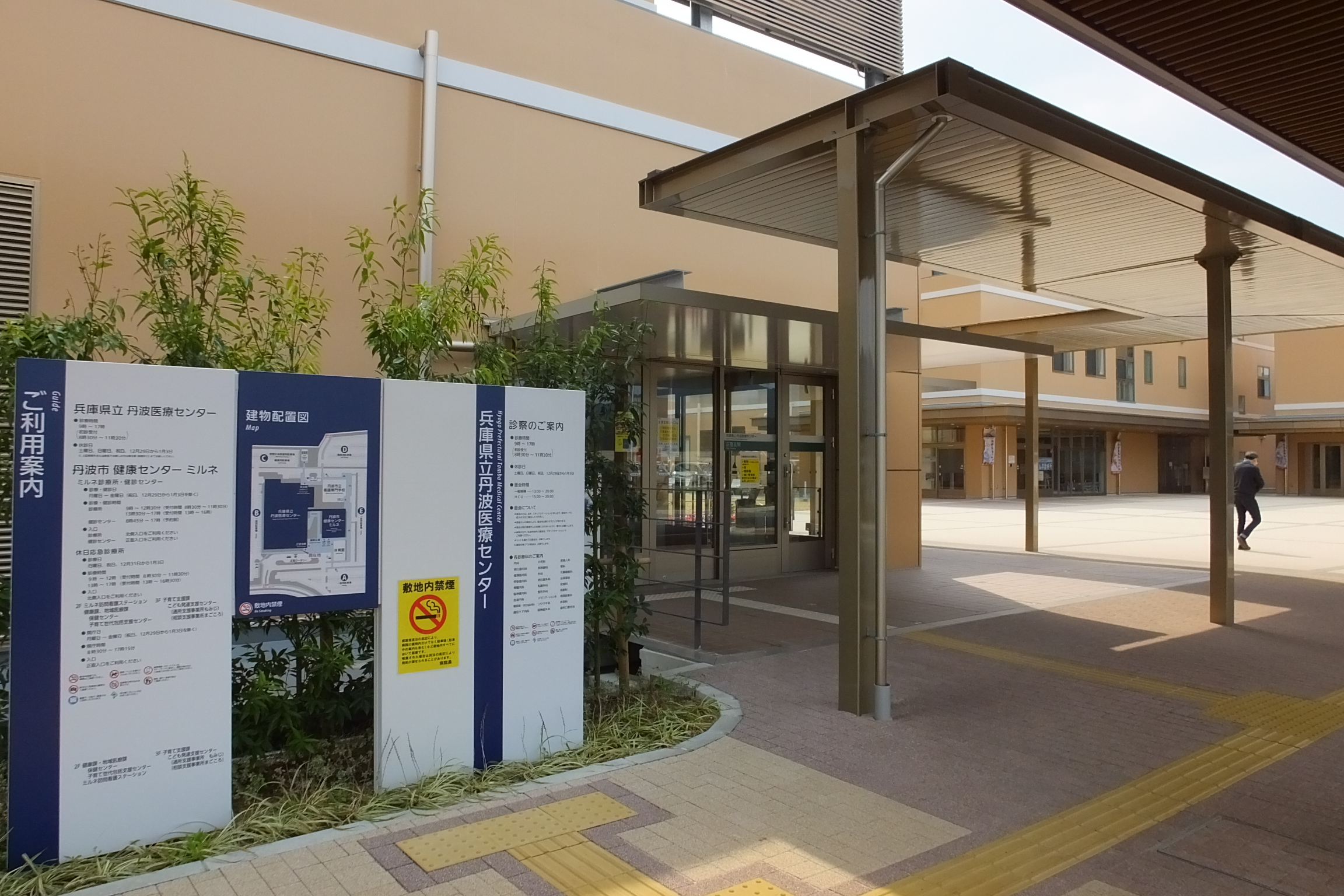
兵庫県立丹波医療センター玄関口
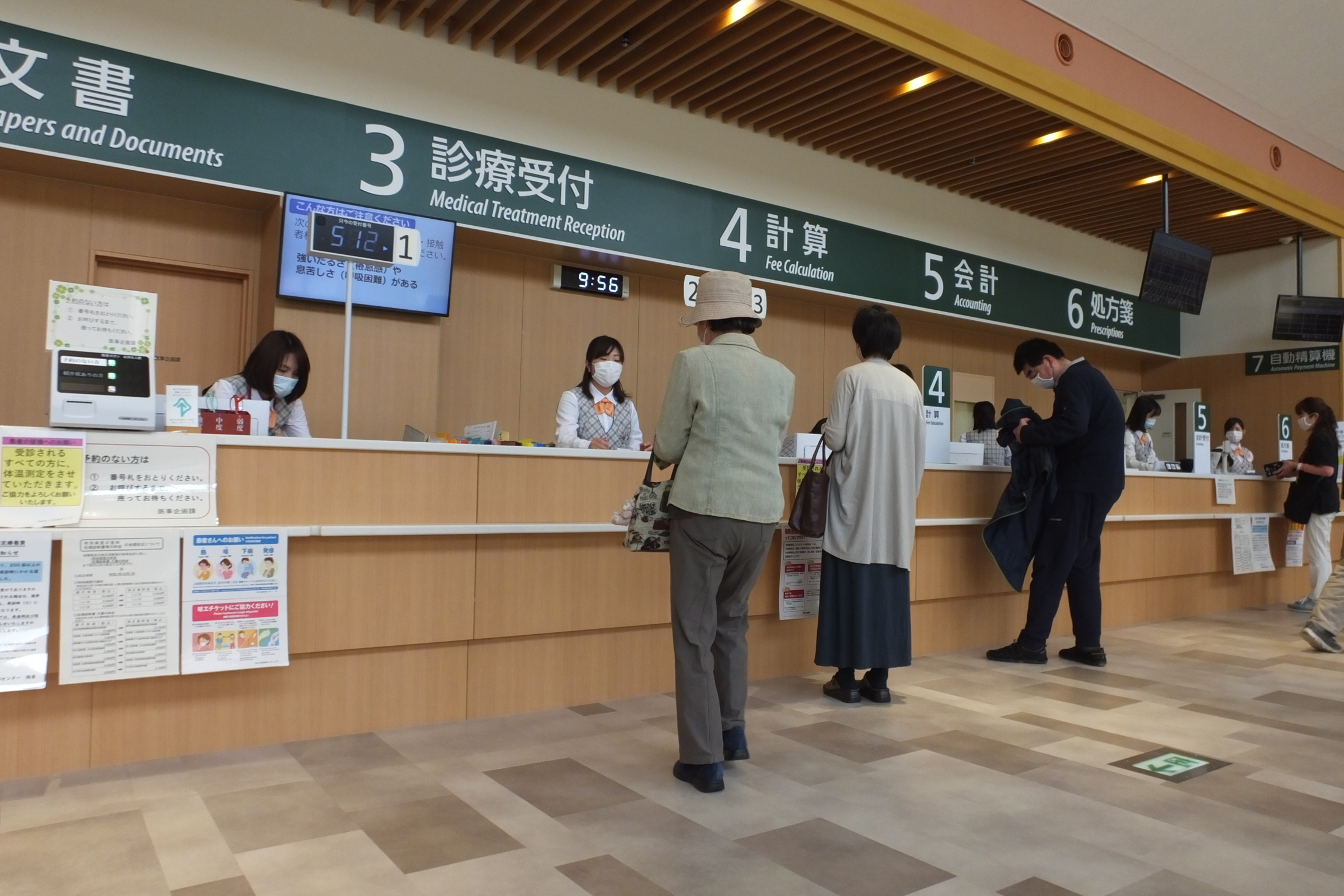
受付・会計

## 医療事故
- 2019年 - 男性患者（80代）が、当院で3月と11月にCT検査を受けたが、主治医や放射線科の医師が肺がんを見落とし、適切な処置を施さなかった。その後、別の病院で肺腺がんと診断された際にはすでに脳に転移していた。男性患者はその後2020年4月に死亡。同年12月、県が1125万円を支払うことで遺族と和解[47]。